# Нептунизм
Нептунизм (от Нептун (мифология)) — направление в геологии конца XVIII — начала XIX веков, противоположное плутонизму. Геологические науки того времени находилась под сильным влиянием библейской картины мира — представлений о Всемирном потопе. Нептунизм объяснял формирование геологических пластов действием вод первобытного океана — посредством переноса, осаждения и кристаллизации.
Теория недооценивала роль вулканической деятельности, происходящей (по их мнению) от горения каменного угля.

## История

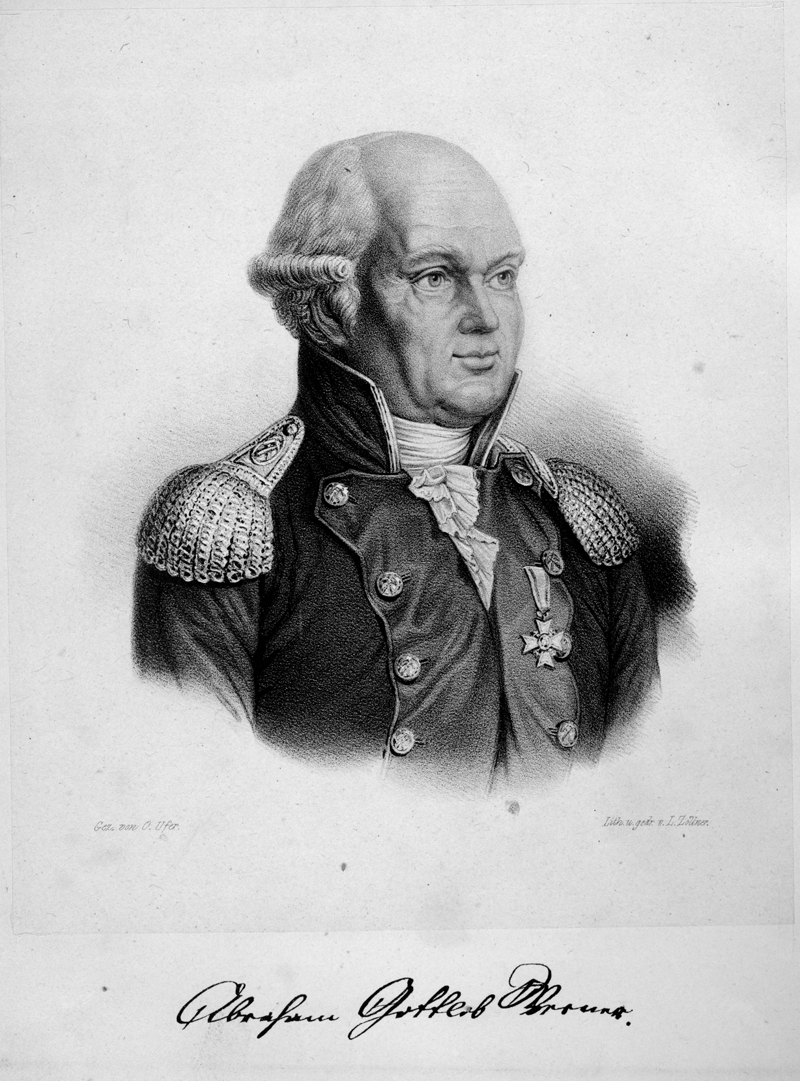
А. Вернер

Создателем учения был А. Вернер (1749—1817), долгое время он оставался общепринятым и бесспорным законодателем в геологии. Его теория нептунизма была всеобъемлющей, построенной на наблюдениях с последующим объяснением. Проблема состояла лишь в том, что наблюдения касались только Саксонии. Накопление новых знаний позволило переоценить учение нептунистов
К концу жизни его близкие и талантливые ученики Л. Бух и А. Гумбольдт опровергли своего учителя, доказав вулканическое происхождение базальта, что привело к полному крушению гипотезы нептунизма.

## Последователи
Наиболее известными сторонниками нептунизма были:
- Вернер, Абраам Готлоб — Германия
- Делюк, Жан Андре — Франция
- Джемсон, Роберт — Шотландия
- Кирван, Ричард — Англия
- Леонгард, Карл Цезарь фон — Германия (затем поменял взгляды)